# Furtei
Furtei is een gemeente in de Italiaanse provincie Zuid-Sardinië (regio Sardinië) en telt 1657 inwoners (31-12-2004). De oppervlakte bedraagt 26,1 km², de bevolkingsdichtheid is 63 inwoners per km².

## Demografie
Furtei telt ongeveer 609 huishoudens. Het aantal inwoners daalde in de periode 1991-2001 met 3,9% volgens cijfers uit de tienjaarlijkse volkstellingen van ISTAT.
| Jaar | Inwoneraantal |
| ---- | ------------- |
| 1991 | 1793          |
| 2001 | 1723          |

## Geografie
De gemeente ligt op ongeveer 90 m boven zeeniveau.
Furtei grenst aan de volgende gemeenten: Guasila (CA), Samassi, Sanluri, Segariu, Serrenti, Villamar.